# 少脉木姜子
少脉木姜子（学名：Litsea oligophlebia），为樟科木姜子属下的一个植物种。